# Neurorehabilitació
La neurorehabilitació és un procés clínic complex dirigit a restituir, minimitzar i/o compensar les alteracions funcionals aparegudes en la persona afectada per una discapacitat a conseqüència d'una lesió del sistema nerviós.
Quan apareix una gran discapacitat, com la que en resulta d'una lesió medul·lar o d'un dany cerebral sever, es veuen alterades sobtadament les capacitats, l'estil de vida i els projectes de qui la pateix, alhora que també s'afecta profundament el seu àmbit familiar. Com resposta a aquesta situació sobrevinguda, cal establir l'aprenentatge d'una "nova manera de viure", tant en la seva dimensió física, com psíquica i social.
En aquest context, la neurorehabilitació té per objectiu influir positivament en les aptituds i les actituds de la persona amb discapacitat i del seu entorn afectiu; en les aptituds, per aconseguir en cada cas el major grau d'autonomia personal possible, i en les actituds, per procurar restablir l'autoestima i una disposició emocional constructiva capaç d'adaptar-se a la nova situació i potenciar els recursos personals, per tal d'assolir una reinserció social activa i satisfactòria.
Per tal que la neurorehabilitació sigui efectiva i de qualitat, ha de ser:
- Holística. Ha de tenir en compte tant els aspectes físics i cognitius, com els psicològics, socials i culturals que incideixen en la personalitat del pacient, la seva etapa evolutiva i el seu estil de vida, així com en la seva família.
- Orientada al pacient. Desenvolupant en cada cas estratègies assistencials centrades en el pacient i el seu grup familiar.
- Integradora. Els plans assistencials han d'estar dissenyats i executats per equips multidisciplinaris constituïts per professionals motivats, altament capacitats i entrenats en el treball interdisciplinari.
- Participativa. Cal comptar amb la cooperació activa del pacient i llur família; sent imprescindible per això una correcta informació i una òptima relació de confiança amb l'equip terapèutic.
- Ecològica. La intervenció terapèutica ha de tendir a dotar al pacient de la màxima autonomia possible procurant limitar en cada cas les dependències assistencials o tecnològiques a les imprescindibles.
- Continuada. S'haurà de tenir en compte les diferents necessitats del pacient al llarg de tota la seva vida; garantint la continuïtat assistencial des de la fase inicial d'instauració de la lesió, fins a les complicacions possibles en les fases posteriors.
- Resolutiva. Ha de disposar dels mitjans humans i materials més adequats per resoldre eficaçment, en cada situació, els problemes de cada pacient.
- Permeable a l'entorn social. Caldrà cercar en cada cas les respostes adaptades a les característiques específiques de la comunitat; alhora que influir en la creació de recursos socials que afavoreixin la millor inserció social possible de la persona amb discapacitat.